# Lysefjord
Lysefjord (o Lysefjorden dove il suffisso -en rappresenta l'articolo determinativo in Norvegese) è un fiordo situato nei Comuni di Sandnes e Strand, nella contea di Rogaland in Norvegia.
In norvegese Lysefjord significa fiordo della luce; questo nome è probabilmente dovuto al colore candido delle rocce granitiche che ne formano le pareti e alla presenza costante di una morbida luce azzurrognola che lo rischiara anche nel caso di tempo nuvoloso.

## Descrizione
Si è formato grazie all'azione erosiva dei ghiacciai durante l'era glaciale, venendo poi inondato dalle acque del mare del Nord quando questi si sono ritirati. Dall'inizio alla fine misura circa 42 km con pareti alte fino a 1 000 metri sulla costa meridionale; le sue acque hanno una profondità che può variare dai 13 metri all'altezza dello sbocco sul mare, vicino a Stavanger, ai circa 400 al di sotto della monumentale roccia del Preikestolen. Il braccio di mare è un ramo di un altro fiordo, l'Høgsfjord, a sua volta una diramazione del più grande Boknafjord.

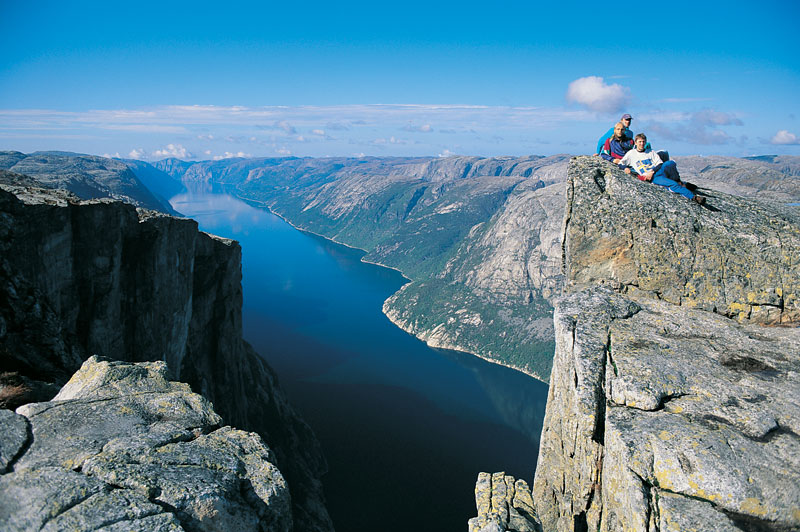
Il Lysefjord

A causa del terreno inospitale il fiordo è poco abitato, potendo vantare solo due villaggi sul suo territorio, Forsand e Lysebotn, situati agli estremi del fiordo. Le persone che vivono lungo il suo percorso sono abituate a muoversi in barca, dato che i fianchi del Lysefjord sono troppo ripidi per ospitare strade.

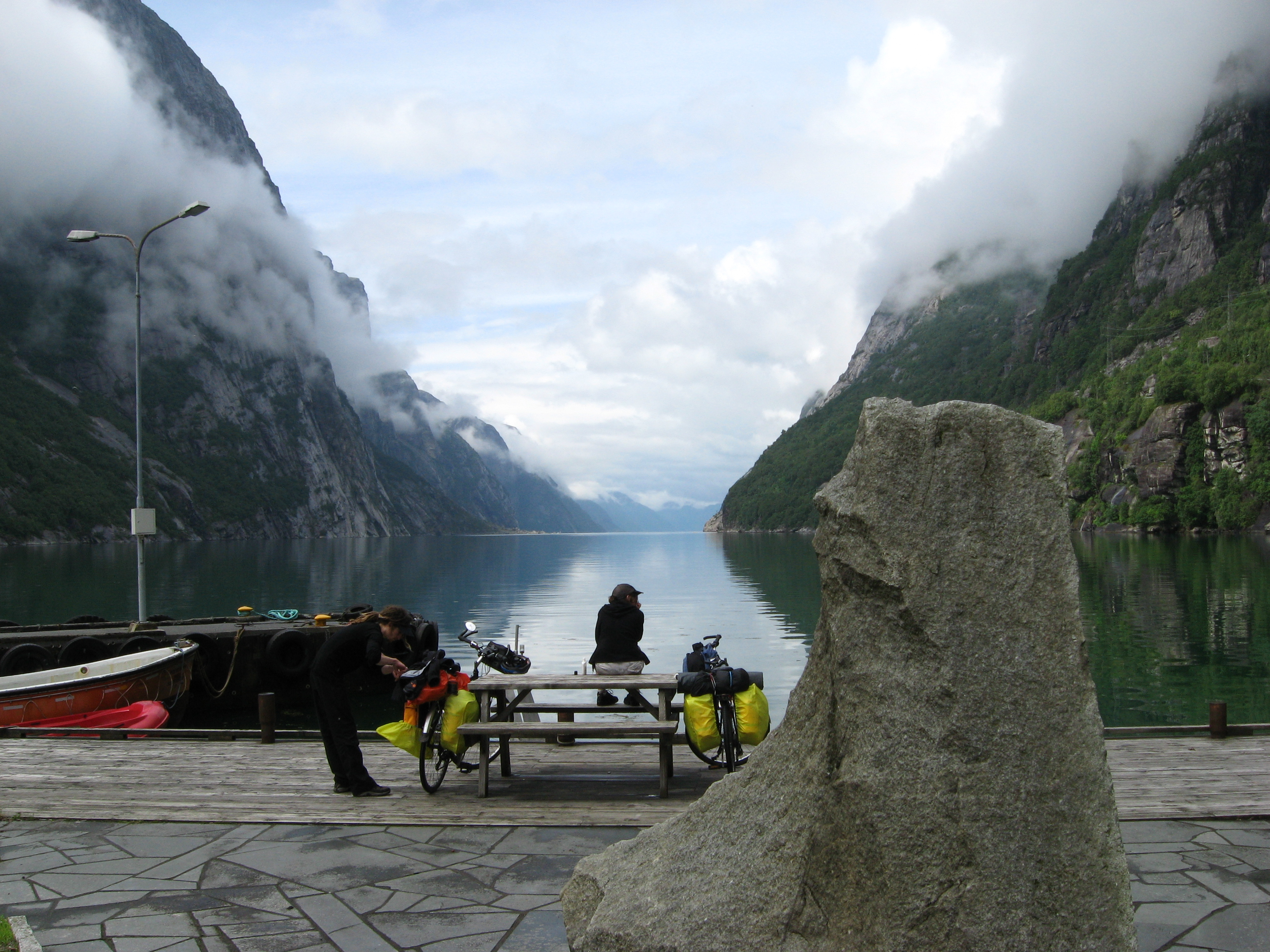
Il Lysefjord da Lysebotn

La cittadina di Lysebotn, situata al limite est del fiordo, è collegata al mondo esterno tramite una spettacolare strada che supera un dislivello di 900 metri attraverso 27 tornanti ed è abitata per lo più da lavoratori occupati nelle vicine centrali idroelettriche di Łyse e Tjodan, entrambe scavate all'interno di montagne. Nella centrale di Lyse l'acqua cade per 620 m nelle turbine, producendo 210 MW di elettricità. A Tjodan invece la caduta dell'acqua copre una distanza di 896 m, producendo 110 MW. Le due centrali, insieme, sviluppano energia per più di 100 000 persone.
Il Lysefjord rappresenta un'attrazione turistica estremamente popolare, essendo a un solo giorno di viaggio dalla vicina Stavanger dove attraccano le navi da crociera. Due punti in particolare sono visitati dai turisti:
- La roccia del Preikestolen che si trova al di sopra di un dislivello di circa 600 metri e che offre un'ampia vista del panorama attorno al fiordo e del fiordo stesso
- Il monte Kjerag dove si può vedere anche il celebre Kjeragbolten.

Questi luoghi, per le loro caratteristiche, sono spesso meta di BASE Jumper.